# Семейство GH97
Семе́йство GH97 гликози́л-гидрола́з — семейство каталитических доменов белков, обладающих гликозил-гидролазными активностями. Также включает гомологичные им домены, возможно не обладающие такими активностями. Всего известно более 100 белков, содержащих домены семейства GH97, большинство из них принадлежит бактериям. У белков этого семейства описано две ферментативные активности: α-глюкозидазная (КФ 3.2.1.20) и α-галактозидазная (КФ 3.2.1.22). В пределах семейства GH97 выделяют пять основных подсемейств (GH97a-GH97e). Для белков этого семейства характерна консервативная доменная структура: наряду с центральным каталитическим доменом GH97 обычно присутствуют ещё 2 дополнительных домена, образующие эволюционно консервативный модуль. Необычным свойством этого семейства является то, что среди его представителей имеются ферменты как обращающие (inverting), так и сохраняющие (retaining) путём двойного обращения оптическую конфигурацию субстрата у продукта реакции гидролиза.